# Kust Marathon (Oostende)
De Kust Marathon is een marathon (42,195 km), die van 2004 tot en met 2006 jaarlijks in België georganiseerd werd. 
In 2005 liepen er 937 individuele lopers mee en in 2006 1.300. 
Er werd ook een halve marathon georganiseerd. Die werd in 2006 gewonnen door Tom Van Driessche bij de mannen en Veerle D'Haesse bij de vrouwen. In 2007 werd besloten de marathon niet meer te organiseren.

## Parcours
De start was in De Panne en dan ging het via Nieuwpoort naar Oostende, maar in het geval van tegenwind verliep het parcours omgekeerd. De start was dan in Oostende en de aankomst in De Panne. 

## Parcoursrecords
- Mannen: 2:12.52 - Elijah Yator  Kenia (2004)
- Vrouwen: 2:30.34 - Margaret Karie  Kenia (2004)

## Uitslagen
| Jaar | Snelste man    | Land   | Tijd    | Snelste vrouw             | Land   | Tijd    |
| ---- | -------------- | ------ | ------- | ------------------------- | ------ | ------- |
| 2006 | Rik Ceulemans  | België | 2:14.15 | Virginie Vandroogenbroeck | België | 2:46.36 |
| 2005 | Gino Van Geyte | België | 2:14.02 | Régine Damblon            | België | 3:12.43 |
| 2004 | Elijah Yator   | Kenia  | 2:12.52 | Margaret Karie            | Kenia  | 2:30.34 |